# Этюд по портрету папы Иннокентия X работы Веласкеса
«Этюд по портрету папы Иннокентия X работы Веласкеса» (англ. Study after Velázquez's Portrait of Pope Innocent X) — картина британского художника ирландского происхождения Фрэнсиса Бэкона, созданная в 1953 году. На ней представлена искажённая версия картины 1650 года «Портрет папы Иннокентия X» кисти испанского живописца Диего Веласкеса. Она является одной из первых в серии из около 50 вариантов шедевра Веласкеса, которые были созданы Бэконом в течение 1950-х и начала 1960-х годов. Эти картины получили широкое признание в качестве очень успешных современных интерпретаций классики западного канона изобразительного искусства.
Из старых мастеров Бэкон отдавал предпочтение Тициану, Рембрандту, Веласкесу и поздним работам Франсиско Гойи. Бэкон собирал множество изображений первоисточников для своей работы, но предпочитал не сталкиваться с подлинниками самых известных творений старых мастеров лично. Так он видел «Портрет папы Иннокентия X» лишь один раз, сознательно избегая его в течение многих лет.
Полотно является одним из шедевров Бэкона, законченным, когда он был на пике своих творческих сил. Картина послужила предметом подробного анализа рядом крупных учёных. Британский искусствовед Дэвид Сильвестр назвал её наряду с «Головой VI» «лучшим папой, созданным Бэконом».

## Папские серии
Римский папа Иннокентий X заказал Веласкесу написать свой портрет, чтобы художник увековечил его величие. Однако Веласкес в своей работе не стал льстить своей модели, и получившийся портрет отличается своим реализмом. Иннокентий X изображён на нём высокоинтеллектуальным, проницательным, стареющим человеком с подчёркнуто некрасивыми чертами лица.
Бэкон никогда не писал с натуры, предпочитая использовать различные визуальные исходные материалы, в том числе фотографии, как найденные (в том числе в кинофильмах, медицинских учебниках и журналах XIX века), так и заказанные. Бэкон редко работал по заказу и мог на месте Веласкеса изобразить папу в ещё менее лестном свете, по словам искусствоведа Арима Цвейта, «в зловещей манере, в пещерных подземельях, поражённым эмоциональным взрывом и лишённым всякого своего авторитета».
Хотя Бэкон избегал встречи с оригиналом, «Портрет папы Иннокентия X» оказал на него наибольшее среди всех произведений искусства влияние на него. Его присутствие можно найти во многих из лучших работ Бэкона с конца 1940-х до начала 1960-х годов. В версии Бэкона папа показан кричащим, но его голос «заглушен» спускающимися драпировками и тёмными насыщенными цветами. Тёмные цвета фона создают в картине гротескную и кошмарную атмосферу. Хотя Бэкон был известен как франт, он тщательно охранял свою личную жизнь, рабочие привычки и мыслительные процессы. Он создал около 50 картин пап, но уничтожил очень много из них, которыми был недоволен.

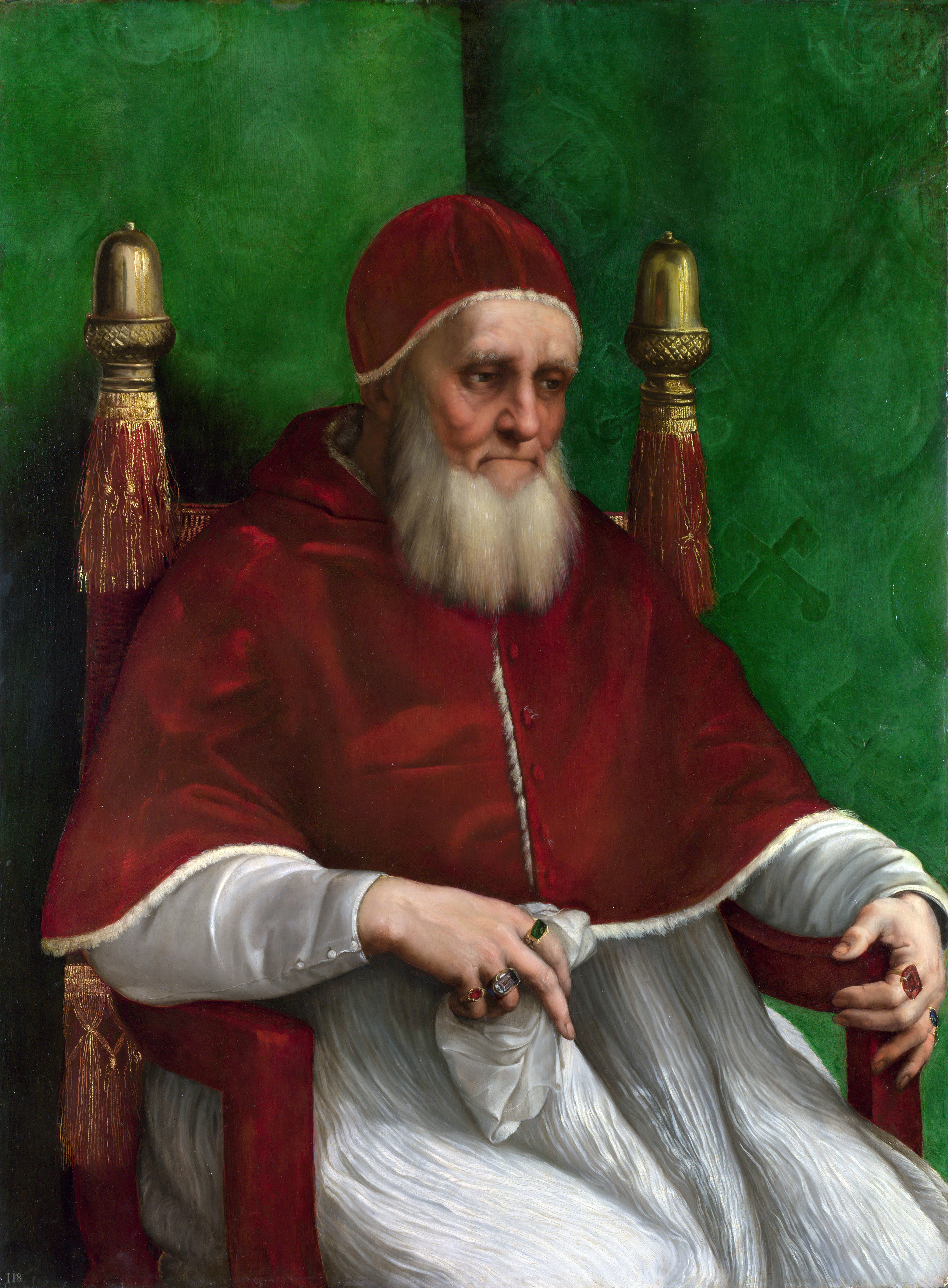
Рафаэль Санти «Портрет папы Юлия II», 1511–1512. Лондонская национальная галерея
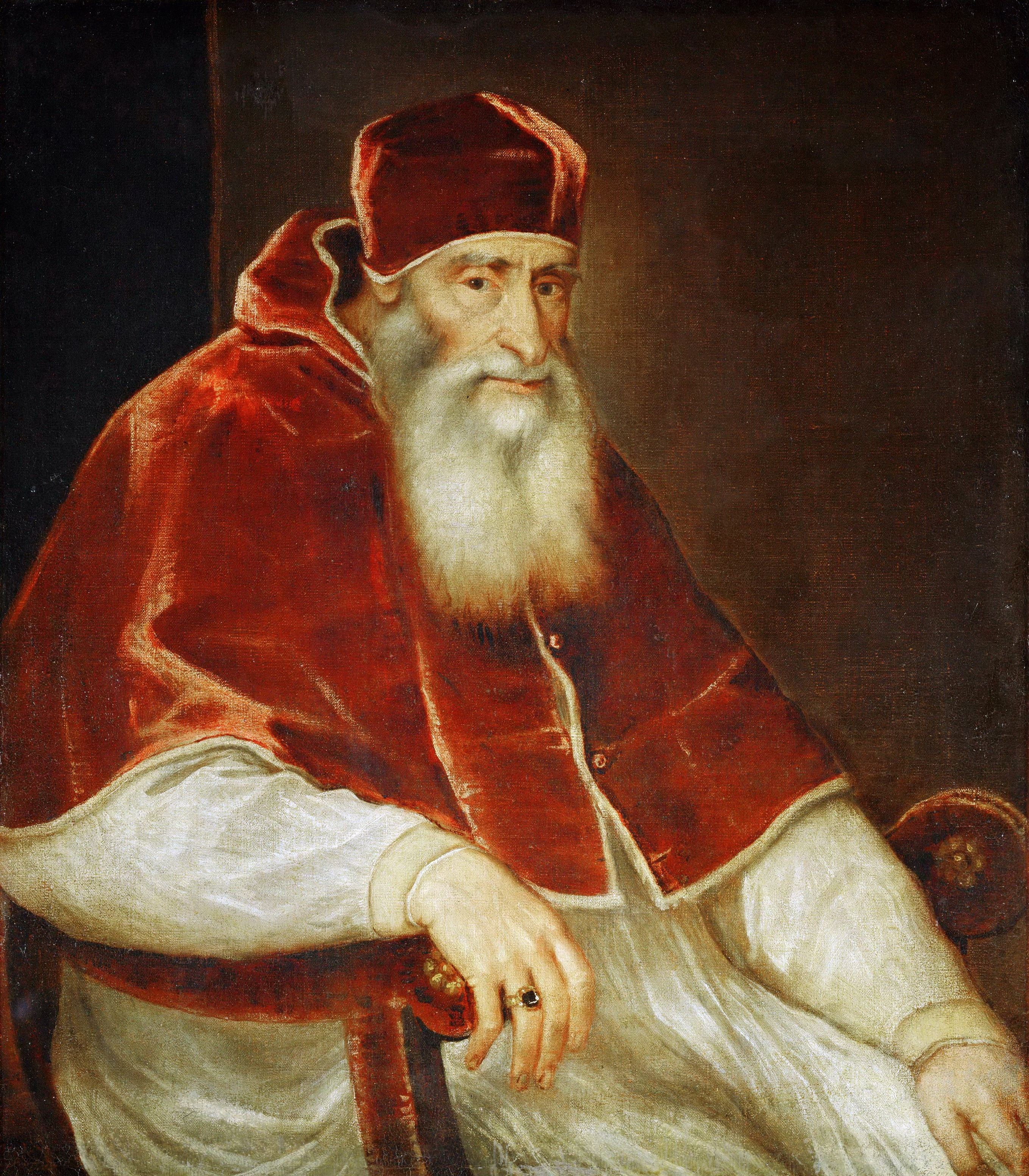
Тициан «Портрет папы Павла III и его внуков», 1545–1546
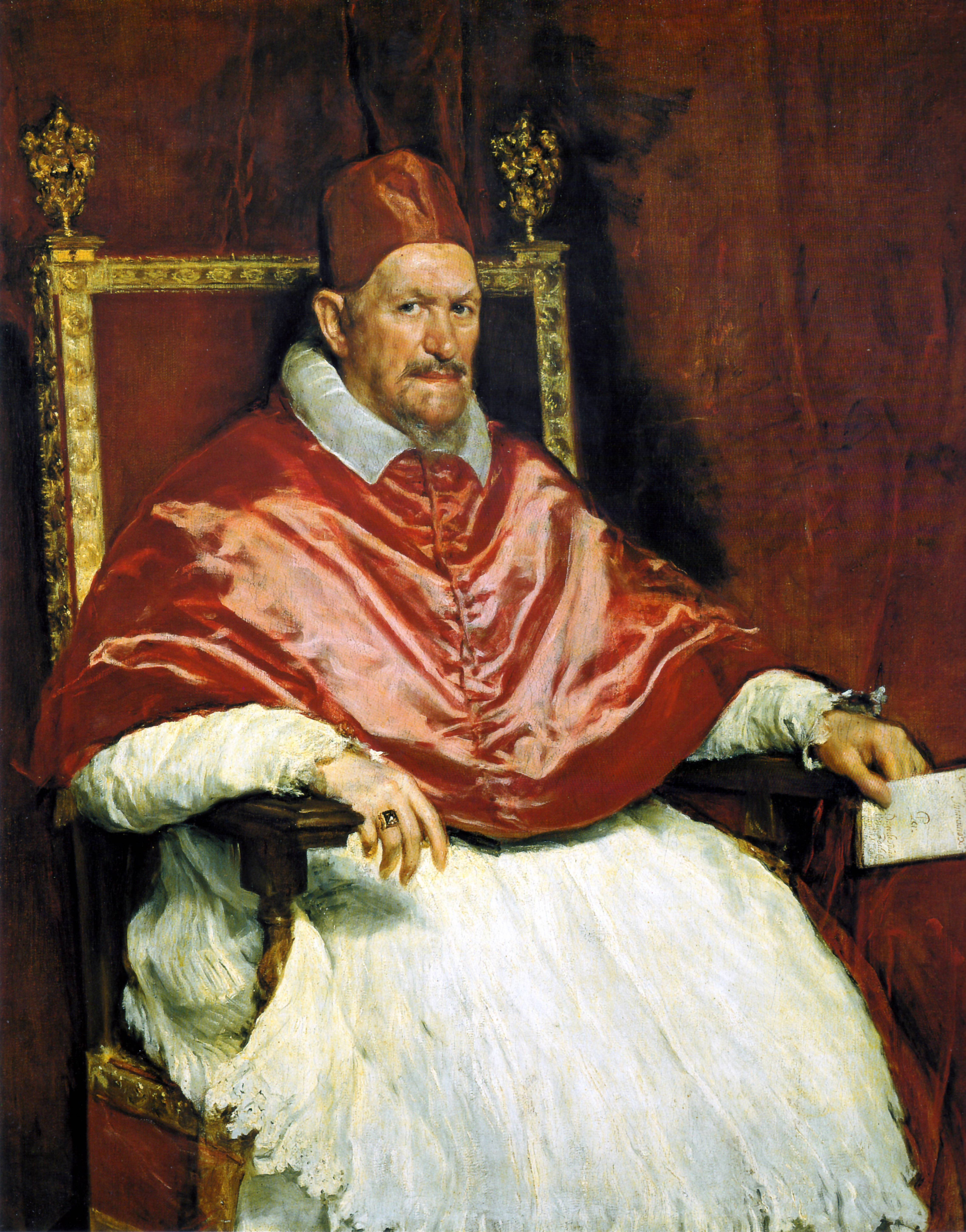
Диего Веласкес «Портрет папы Иннокентия X», 1650. Галерея Дориа-Памфили, Рим
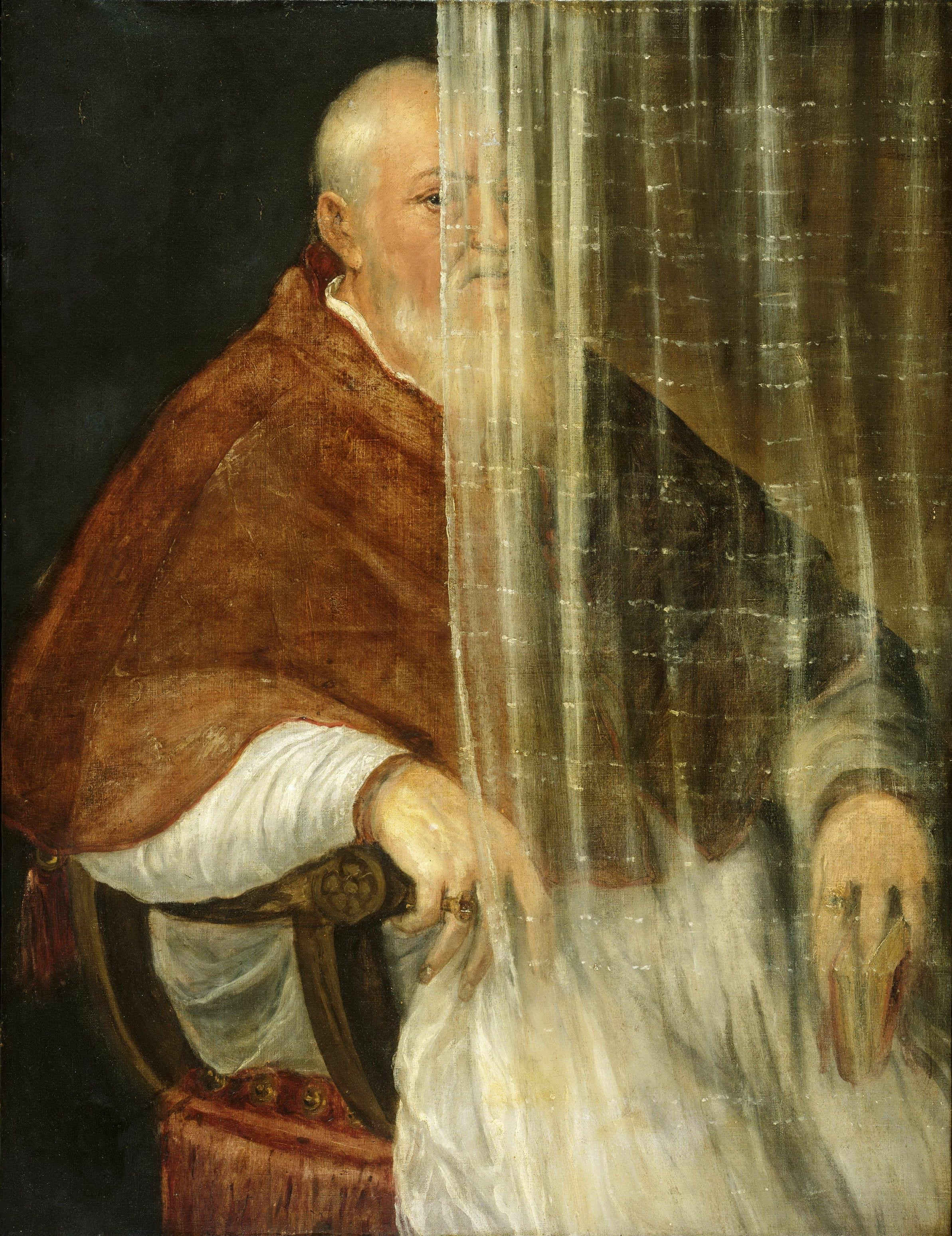
Тициан «Портрет кардинала Филиппо Аркинто», 1558. Художественный музей Филадельфии

## Описание и тематика
Как и во многих других папах Бэкона, на картине преобладают пурпурные облачения. Палитра Бэкона изменилась к 1953 году: его картины стали темнее, его ранний синий цвет сменил бархатный пурпур, в то же время общий тон его работ стал более «ночным». Мягкие сфокусированные и заполненные фоны исчезли, будучи заменёнными на плоские тёмные пространства, которые в некоторых случаях были просто необработанными пустыми частями холста. Плиссированные драпировки фона становятся прозрачными и будто бы пронизывают и окружают кричащее лицо папы.
Несмотря на то, что его более ранние работы, в которых преобладали резкие оранжевые оттенки, вряд ли можно было назвать весёлыми, в качестве причины заметного потемнения палитры художника называют психологическую травму Бэкона, вызванную окончанием его бурных и иногда жестоких отношений с Питером Лейси, которого он позже описал как любовь всей своей жизни. Это также частично объясняет, почему Бэкон сосредоточился на воспроизведении фигур пап, так как Питер Лейси был намного старше, а также более опытным и доминирующим партнёром в их отношениях.
Одежда изображённого на картине человека безошибочно выдаёт в нём римского папу. Он кажется пойманным в ловушку и изолированным в пределах контуров абстрактной трёхмерной стеклянной клетки. Приём кадрирования, описанный искусствоведом Дэвидом Сильвестром как «пространственный кадр», стал отличительной чертой Бэкона на протяжении всей его последующей карьеры.

### Клетка
Горизонтальные металлические рамы и драпировка полотна часто фигурировали в картинах Бэкона 1950-х и 1960-х годов. Мотив, возможно, был заимствован им у скульпторов Альберто Джакометти и Генри Мура, которыми Бэкон очень восхищался; он часто переписывался и встречался с Джакометти. Джакометти использовал этот мотив в своих работах «Нос» (1947) и «Клетка» (1950), в то время как Мур применил подобную рамку в своём бронзовом «Макете для короля и королевы» (1952). По мнению многих критиков подобные «клетки» в работах Бэкона символизируют заточение.

### Вертикальные складки
Вертикальные складки напоминают шторы, и подобные подобия вуали или шторы появляются в самых ранних работах Бэкона, в частности в «Этюде человеческого тела» (англ. Study from the Human Body) 1949 года, всегда располагаясь вперед, а не позади центральной фигуры полотна. Источником для подобного мотива могла послужить картина Тициана 1558 года «Портрет кардинала Филиппо Аркинто».

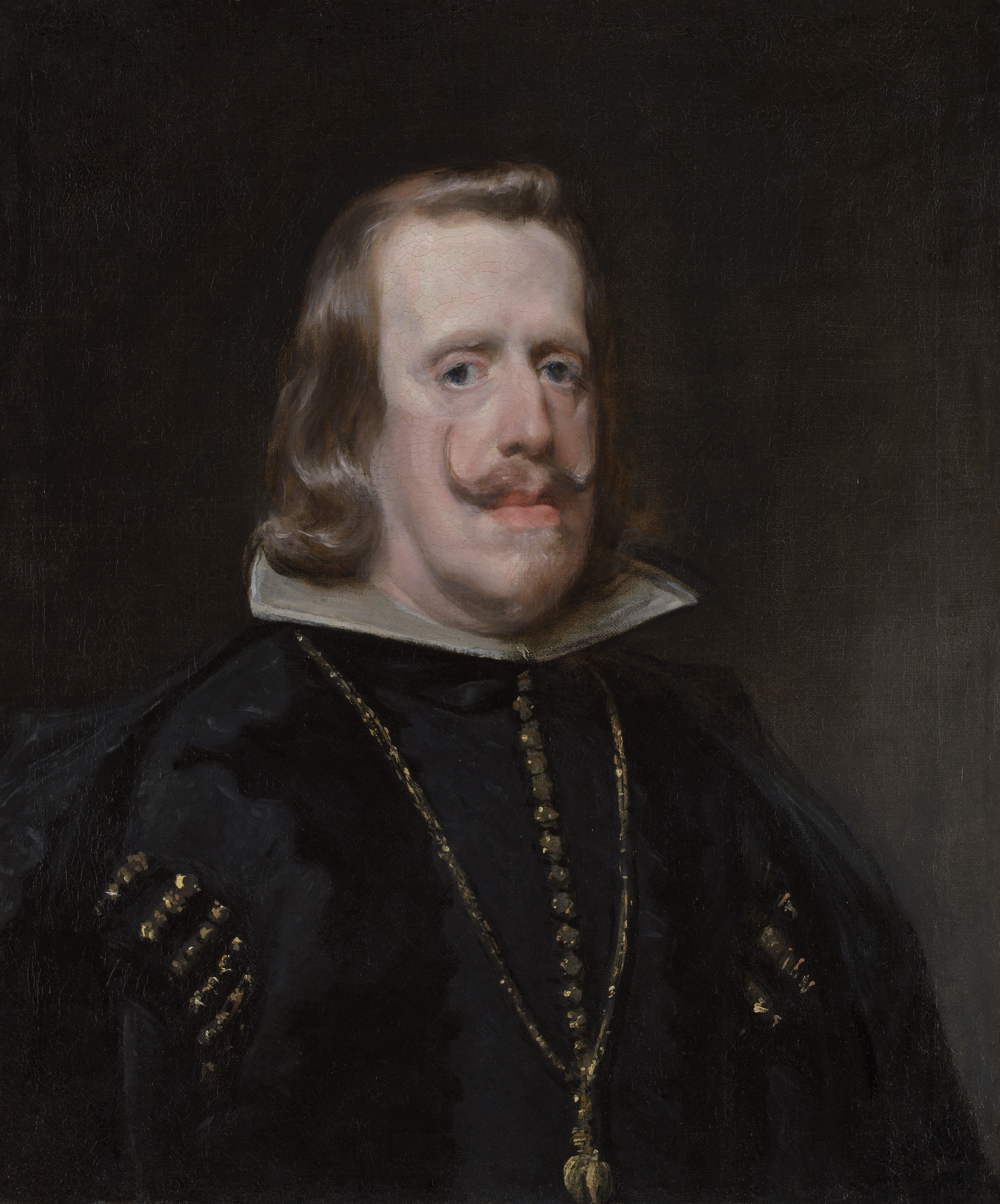
Диего Веласкес «Филипп IV», 1656

Складки подчёркивают изоляцию фигуры и были заимствованы у Эдгара Дега, который использовал этот приём в своих работах в конце XIX века, Бэкон описал этот способ как «опалубка». Бэкон утверждал, что благодаря этому приёму восприятие картины не исходит прямо на вас, но скользит медленно и мягко.

## Значение
Когда Бэкона спросили, почему он был вынужден снова и снова возвращаться к портрету Веласкеса, художник ответил, что он ничего не имеет против пап, но просто искал повод использовать эти цвета, так как невозможно придать обычной одежде этот фиолетовый цвет, не впадая в некую ложную фовистскую манеру. К тому времени Бэкон примирился со смертью строгого отца, своими ранними, недозволенными сексуальными контактами и очень разрушительным садомазохистским подходом к сексу.
Почти все папы Бэкона изображены внутри клеткообразных структур и кричат или вот-вот закричат. Бэкон идентифицировал себя как ницшеанца и атеиста, и некоторые современные ему критики рассматривали его серию как символические сцены казни, как будто Бэкон стремился реализовать декларацию Ницше о том, что «Бог умер», убив его представителя на Земле. Другие критики рассматривали эту серию как символизирующую убийство образа отца Бэкона. Однако Бэкон отрицал подобные почти буквальные толкования, а позже утверждал, что на картинах изображался сам Веласкес, которого он стремился «победить». Художник сказал, что точно так же, как Веласкес охлаждал Тициана, он стремился «охладить» Веласкеса.